# Кирхтимке
Кирхтимке (нем. Kirchtimke) — община в Германии, в земле Нижняя Саксония.
Входит в состав района Ротенбург-на-Вюмме. Подчиняется управлению Тармштедт. Население составляет 1000 человек (на 31 декабря 2010 года). Занимает площадь 16,14 км².
Коммуна подразделяется на 2 сельских округа.